# 三宅哲一郎
三宅 哲一郎（みやけ てついちろう、1888年〈明治21年〉9月11日 - 1979年〈昭和54年〉1月23日）は、日本の外交官。駐チリ公使。

## 経歴
和歌山県出身。神戸高等商業学校（現在の神戸大学）を経て、1911年（明治44年）、高等文官試験に合格し、翌年に東京高等商業学校（現在の一橋大学）を卒業した。1914年（大正3年）、外交官及領事官試験に合格。領事官補・関東都督府事務官、領事、公使館三等書記官、外務事務官・参事官、外務書記官・条約局第三課長、公使館二等書記官、同一等書記官などを歴任し、その間、スウェーデン、オランダに勤務した。バタヴィア総領事時代には、横浜正金銀行に学校設立を働きかけたり、シムラ会商に政府代表として参加し、イギリス、インドと通商問題の交渉を行うなどした。1936年（昭和11年）に駐チリ公使に就任。1937年（昭和12年）にはチリ政府からイースター島及びサラ・イ・ゴメス島の売却を検討中との打診を受け検討を行った。退官後は1940年（昭和15年）に日智協会（日本チリ協会）を設立し、郷里紀伊徳川家の徳川頼貞を会長に奉じ、自身は副会長に就いた。
1979年（昭和54年）1月、老衰により死去した。

## 親族
- 土岐銀次郎 - 弟[1]。富山県知事、埼玉県知事。
- 弟の三宅章三郎は東海ゴム工業会長。岳父は大阪府多額納税者で金融業の松井半重郎[7]。
- 弟の三宅嘉種は新菱建設、辰村組常務。岳父は貴族院多額納税者議員の吉村友之進。
- 妻のカツエ（1896年生）は小沢宗達の娘で、小沢修造の妹。宗達（1856-1921）は八日市の医師、その長男である修造 (1880年生)は大阪医科大学教授[8][9]。

## 栄典
- 1940年（昭和15年）8月15日 - 紀元二千六百年祝典記念章[10]